# 피터 팬 & 웬디
《피터 팬 & 웬디》(영어: Peter Pan & Wendy)는 2023년 공개된 미국의 모험 판타지 영화이다. 데이비드 라워리가 감독과 공동각본을 맡았다. 월트 디즈니 애니메이션 영화 《피터 팬》을 실사화한 작품이다.

## 출연진
- 알렉산더 몰로니 - 피터 팬 역
- 에버 앤더슨 - 웬디 달링 역
- 주드 로 - 후크 선장 역
- 야라 샤히디 - 팅커벨 역
- 조슈아 피커링 - 존 달링 역
- 자코비 주프[4] - 마이클 달링 역
- 짐 개피건 - 미스터 스미 역
- 얼리사 와파나타크(Alyssa Wapanatâhk) - 타이거 릴리 역
- 알란 터딕 - 조지 달링 역
- 몰리 파커 - 메리 달링 역
- 잃어버린 아이들
  - 노아 매튜 마토프스키 - 슬라이틀리 역
  - 세바스찬 빌링슬리-로드리게즈 - 닙스 역
  - 스카일러 예이츠, 켈시 예이츠 - 투디와 루디(쌍둥이) 역
  - 플로렌스 벤스버그 - 컬리 역
  - 캘런 에디 - 투들스 역
  - 다이아나 초이 - 버디 역
  - 펠릭스 드 소사 - 벨웨더 역
- 켈리 헤인즈 - 팅커벨 인형극 역